# Kau Sai Chau
Kau Sai Chau (kinesiska: 滘西洲) är en ö i Hongkong (Kina). Den ligger i den nordöstra delen av Hongkong. Arean är 6,7 kvadratkilometer.
Terrängen på Kau Sai Chau är lite kuperad. Öns högsta punkt är 199 meter över havet. Den sträcker sig 6,2 kilometer i nord-sydlig riktning, och 3,2 kilometer i öst-västlig riktning.  I omgivningarna runt Kau Sai Chau växer i huvudsak städsegrön lövskog.